# Жаргак
Жаргак — историческая зимняя одежда у казахов, изготовленная из шкур шерстью наружу, иногда на матерчатой подкладке. Практически перестала использоваться уже к 1850-1860-м годам. В зависимости от материала различались несколько типов, в том числе «такыр жаргак» из замши жёлтого и оранжевого цвета и «кулын жаргак» из шкур жеребят, предпочтительно чёрных.
П. С. Паллас отмечал использование бедняками летних сайгачьих шкур. При шитье гриву располагали вдоль рукавов и спины, а также использовали для обшлагов.
Жаргаком называлась также шкура, выделанная для изготовления одежды.